# The Vectors
The Vectors es una banda de hardcore punk formada en Umeå, Suecia, en el año 1990.

## Historia
The Vectors se formó en 1990 por Karl Backman (guitarra, voz), Pelle Backman (bajo, voz) y Jens Nordén (batería) y lanzaron su primer EP, Fuck MTV, en 1996. 
The Vectors recibió muchas amenazas de muerte de grupos religiosos y provida amenazas de muerte debido el segundo EP, Rape the Pope, en 2000.

## Miembros
- Karl Backman - guitarra, voces
- Pelle Backman - bajo, vocal de apoyo
- Jens Nordén - batería

## Discografía

### Álbumes de estudio
- The Vectors (New Lifeshark 1998)[3]
- Still Ill (Busted Heads 2004)[4]

### EP/sencillos
- Fuck MTV (New Lifeshark 1996)[5]
- Rape the Pope (Rabid Alligator 2000)[6]

### Slipts
- Pigs and Parasites con Frantic (SIK Records 2011)[7]

### Apariciones en compilatorios
- Swedish Sins '99 CD (White Jazz Records 1996)[8]
- The International Punk Rock Box Set 10 x CD (2002)
- Burn It All Away CD (Mind Explosion 2002)
- Samlingskass1 MC (SIK Records 2002)
- Close-Up Magazine # 63 CD (2003)
- Main Man: A Tribute to Dee Dee Ramone CD (AMP Records 2004)
- Diggy Diggy Dead LP/CD (Rubble Records 2005)
- Umeå Punk City CD (Umeå Punk City 2009)